# RUR-5 ASROC

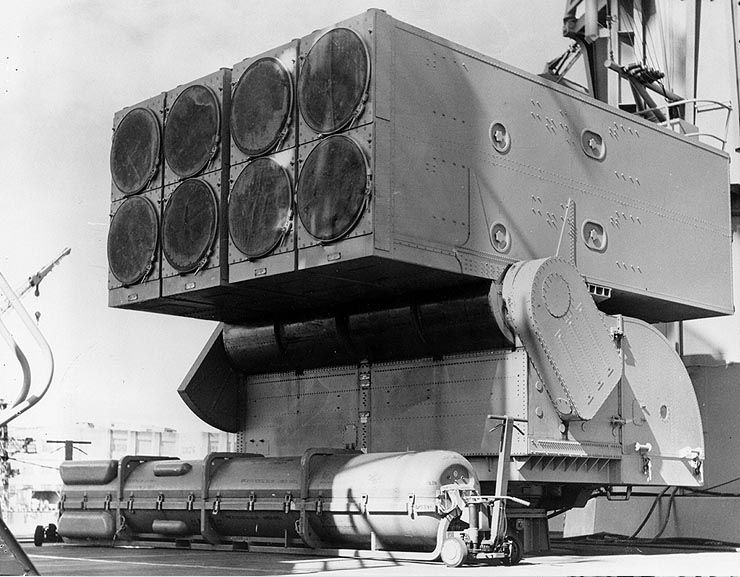
최초의 "Matchbox" ASROC 발사대. 1990년대에 MK41.VLS로 교체되었다.

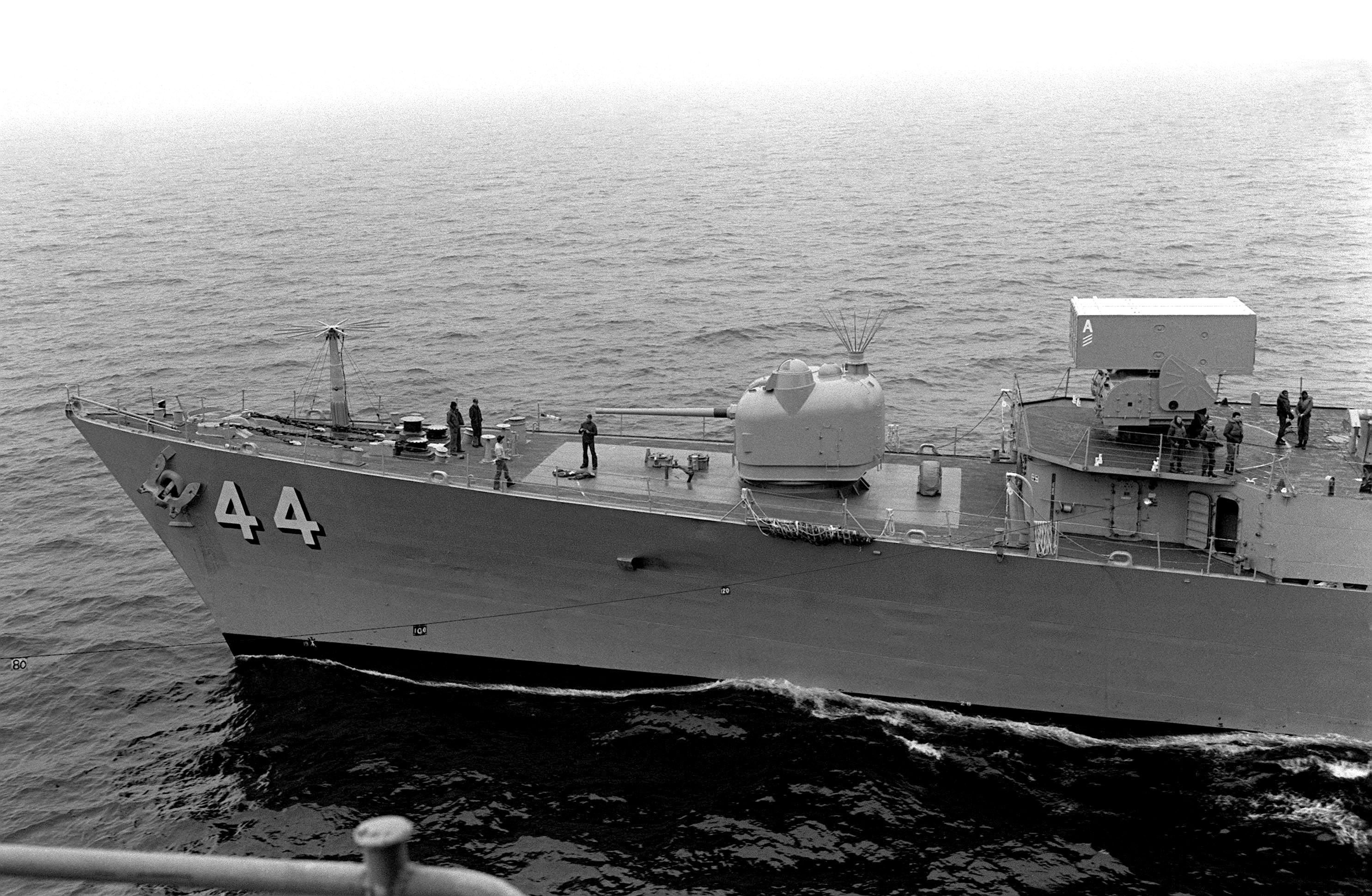
ASROC 발사대

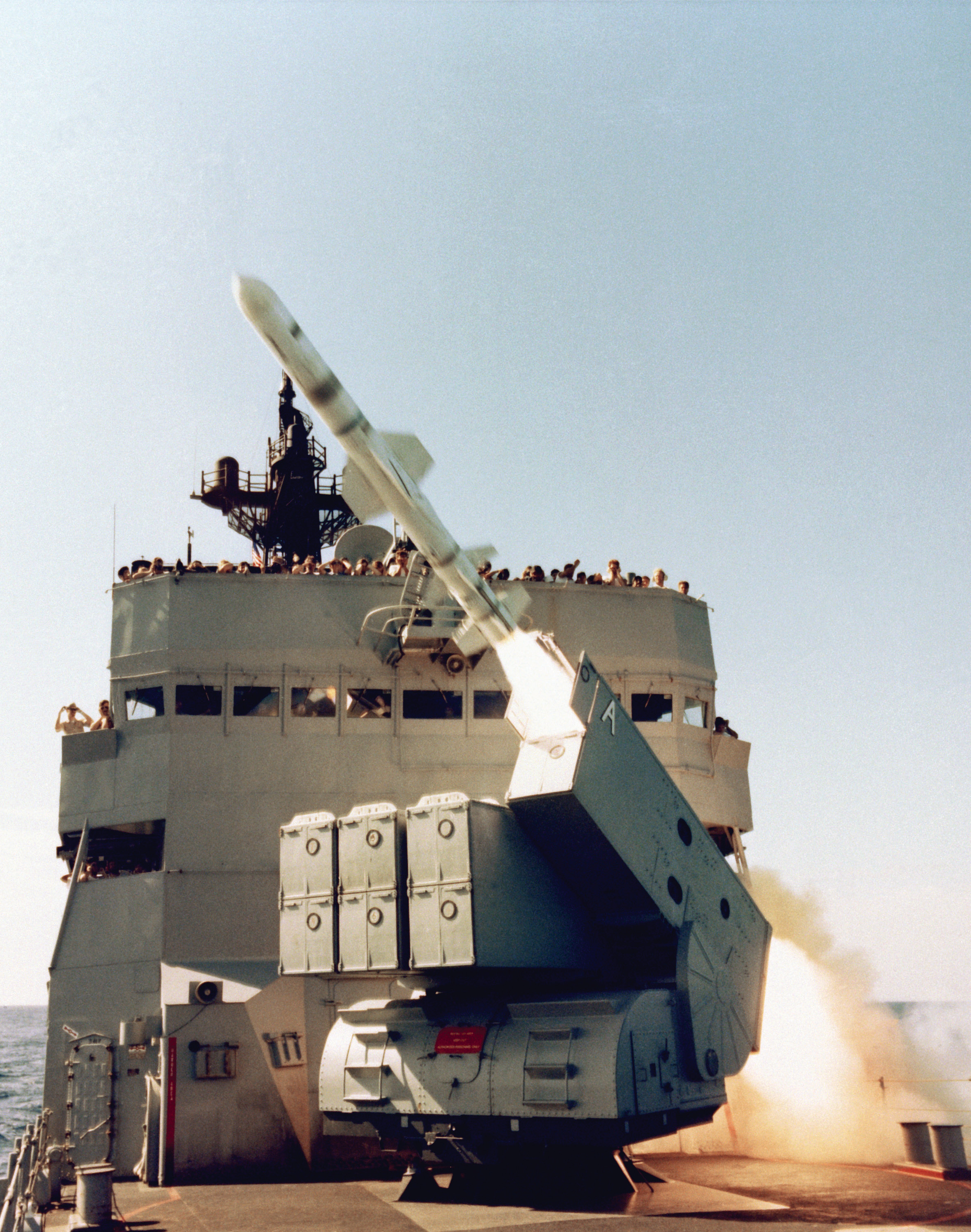
USS Badger (FF-1071)호의 ASROC 발사대에서 발사중인 하푼 미사일

RUR-5 대잠로켓(RUR-5 Anti-Submarine ROCket; RUR-5 ASROC)은 미국 해군이 개발한 대잠수함 미사일 시스템이다. 주로 순양함과 구축함 200척 이상에 설치되었다.
수상함, 초계기 또는 대잠전 헬기가 적 잠수함을 소나로 탐지한다. 거리를 측정하고, 함수를 목표물로 향한 다음 목표물을 향해 애스록을 발사한다. 애스록의 탄두에는 어뢰나 폭뢰(depth charge)가 탑재되어 있다.
미사일 로켓 모터가 작동을 멈추면, 어뢰는 낙하산을 펴면서 서서히 아래의 물 속으로 떨어진다. 어뢰의 모터가 작동을 시작, 자체 소나로 목표물을 탐지하여 찾아가 폭발한다.
어뢰 대신 폭뢰를 넣을 수도 있으며, 사전에 입력된 수심에 가서 자동으로 폭발한다.
ASROC 미사일은 또한 10kt급 W44 핵탄두 또는 재래식 폭약을 장착할 수 있다. 그러나 W44 핵탄두 폭뢰는 1989년까지 퇴역하였다.
최초의 ASROC 시스템 (RUR-5)은 1950년대에 개발되고 1960년대에 설치된 MK-112 "Matchbox" 발사대를 사용한다. 이 시스템은 1990년대에 RUM-139 수직발사형 애스록(VLA: Vertical Launch ASROC)으로 교체되었다.
VLA 미사일은 타이콘데로가급 순양함, 알레이 버크급 구축함, Spruance급 구축함을 위한 대잠전용 3단 로켓 무기이다. MK41 수직발사 시스템(VLS)과 MK 116 화력관제 시스템을 갖추고 있다. VLA 미사일은 함대가 빠른 대응하고, MK46 어뢰를 중거리로 전천후, 어느 방향으로도 발사할 수 있다.
VLA 미사일은 1993년에 이지스 전투 시스템의 순양함과 구축함의 기본장비로서 도입되었다. 그것은 스프루언스급 구축함의 ASROC을 대체하는 것이었다. 스프루언스급 구축함에는 기존의 ASROC 발사대가 MK 41 VLS로 바뀌었다.
VLA 미사일은 MK 46 어뢰를 탑재하고서 처음 도입되었다.(RUM139A).

VLA 미사일은 실전용, 훈련용이 있다. 실전용은 MK46 실전용 어뢰를 장착하고 있다. VLA 훈련용 미사일은 훈련용 어뢰를 탑재하고 있으며 함대 훈련사격시에 사용된다.

## VLA의 일반 특성
- 주 용도: 지상발사형 대잠수함전 무기
- 계약자: 오하이오주 Akron의 록히드 마틴, Naval Electronics & Surveillance Systems (공식적으로 로랄 Defense Systems, 전에는 Goodyear Aerospace였다)
- 단가: 약 35만 달러 (어뢰는 뺀 가격)
- 엔진: 고체 추진 로켓 모터
- 길이:
  - 실탄: 16 ft 0.6 in (4.892 m)
  - 훈련탄: 16 ft 8 in (5.08 m)
- 무게:
  - 실탄: 1407 lb (638 kg)
  - 훈련탄: 1377 lb (615 kg)
- 직경: 16.6 in (422 mm)
- 날개폭: 26 7/8 in (683 mm)
- 사거리: 28 km (15 nm)
- 유도방식: 내부 항법(INS)
- 탄두: 마크 46 어뢰, 100 lb (45 kg)의 PBXN-103 고폭탄
- 실전배치: 1993년 (RUM139A); 1996년 (RUM139B)

## 같이 보기
- SUBROC
- 홍상어: 대한민국의 대잠미사일
- 이카라: 같은 원칙을 사용하는 오스트레일리아의 미사일 (1960년대 - 1990년대)
- Sea Lance
- 07식 수직 발사 어뢰 투사 로켓
- 이카라 (미사일)
- RUM-139 VL-ASROC
- 핵무기 목록
- 핵무기 설계